# لويس لي برنس (ملحن)
لويس لي برنس (بالفرنسية: Louis-Nicolas Le Prince)‏ هو ملحن فرنسي، ولد في 1637، وتوفي في نوفمبر 1693.